# Eremias argus
Espèce
Synonymes
- Eremias barbouri Schmidt, 1925

Eremias argus est une espèce de sauriens de la famille des Lacertidae.

## Répartition
Cette espèce se rencontre :
- au Russie en Bouriatie et dans l'oblast de Tchita ;
- en Mongolie ;
- en Chine en Mongolie-Intérieure, du Qinghai au Liaoning et jusqu'au Jiangsu ;
- dans l'ouest de la Corée.

## Liste des sous-espèces
Selon The Reptile Database (14 janvier 2013) :
- Eremias argus argus Peters, 1869
- Eremias argus barbouri Schmidt, 1925

## Publications originales
- Peters, 1869 : Eine Mittheilung über neue Gattungen und Arten von Eidechsen. Monatsberichte der Königlich Preussischen Akademie der Wissenschaften zu Berlin, vol. 1869, p. 57-66 (texte intégral).
- Schmidt, 1925 : New Chinese amphibians and reptiles. American Museum Novitates, n. 175, p. 1-3 (texte intégral).